# AKMU
Gli AKMU (악뮤?; conosciuti anche come Akdong Musician) sono un duo musicale sudcoreano, formatosi a Seul nel 2012 dai fratelli Lee Chan-hyuk e Lee Su-hyun.
Il duo è salito alla ribalta nel 2012 dopo la vittoria al talent show K-pop Star 2 e nel 2014 ha firmato un contratto con l'etichetta discografica YG Entertainment. Ha debuttato nel medesimo anno con l'uscita dell'album Play.

## Storia

### 2012-2013:K-pop Star 2
Lee Chan-hyuk e Lee Su-hyun vissero con i loro genitori in Mongolia per quasi cinque anni prima di tornare in Corea del Sud per perseguire una carriera nell'industria musicale. Erano stati istruiti a casa dalla madre. I fratelli, sotto il nome Akdong Musician, entrarono a far parte dell'agenzia Proteurment. Sotto la compagnia, fecero diverse esibizioni sul palco e persino pubblicato una canzone originale chiamata Galaxy, che in seguito venne utilizzata come colonna sonora per uno spot Samsung Galaxy S4.
Nell'agosto 2012, i fratelli parteciparono alle audizioni preliminari di K-pop Star 2, che si tennero alla Jamsil Arena di Seul. Superarono i preliminari e si esibirono al primo turno dello show, dove cantarono una cover di Breathe delle miss A e una canzone originale intitolata Do not Cross Your Legs. Uno dei giudici, Park Jin-young, fondatore e CEO della JYP Entertainment, elogiò i fratelli e le tecniche che avevano incorporato nelle loro esibizioni. La cantante e rappresentante della SM Entertainment BoA sottolineò e elogiò i testi della loro canzone originale, mentre Yang Hyun-suk, fondatore della YG Entertainment, li descrisse come "veri artisti" tra le persone che fecero l'audizione per lo spettacolo. Il duo continuò a ricevere risposte positive dai giudici, fino a dopo la loro seconda esibizione nel terzo round. I giudici sottolinearono che la loro mancanza di fiducia era la ragione principale dietro le loro prestazioni tiepide nei round successivi. Nonostante ciò, alla fine vinsero la competizione.
Alcune delle loro canzoni originali eseguite durante la competizione vennero pubblicate sotto la LOEN Entertainment e vennero ben accolte. You are Attractive, ad esempio, venne pubblicata il 12 dicembre e raggiunse immediatamente il primo posto nelle classifiche della Gaon. Dopo la competizione, nonostante non fossero firmati da un'agenzia di intrattenimento, parteciparono a spot pubblicitari e composto diverse canzoni. Una di queste canzoni era I Love You per la serie televisiva All About My Romance.
Il 24 maggio 2013, un mese dopo aver vinto K-pop Star 2, i fratelli firmarono un contratto con la YG Entertainment.

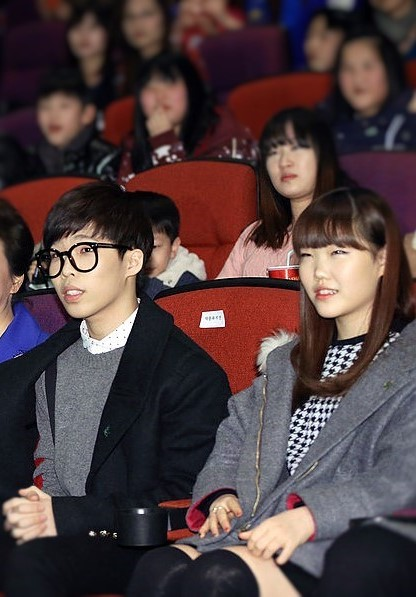
Gli Akdong Musician al KOCIS Korea President Park Culture Day nel 2014.

### 2014-2015: debutto conPlaye primi concerti
Il 7 aprile venne pubblicato l'album di debutto Play. L'album contiene undici canzoni, tutte scritte e prodotte da Lee Chan-hyuk. Ha un totale di tre tracce accompagnate da tre diversi video musicali. La prima canzone, 200%, venne scelta da Yang Hyun-suk e la seconda canzone, Melted, venne scelta dagli Akdong Musician. La terza canzone, Give Love, venne scelta dai fan. L'album raggiunse il primo posto nelle classifiche di Gaon e debuttò al numero due nella classifica degli album mondiali di Billboard.
Il video musicale di 200% venne pubblicato il 7 aprile insieme all'album digitale. Poco dopo la sua pubblicazione, 200%, superò le classifiche musicali, con il resto delle canzoni dell'album anche in alto. Il video musicale di Melted venne pubblicato il 14 aprile. Il video di Give Love, venne pubblicato il 2 maggio.
Il 16 giugno, gli Akdong Musician parteciparono al concerto della YG Family, pubblicando una cover di Eyes, Nose, Lips di Taeyang.
Il primo concerto dal vivo degli Akdong Musician, chiamato "AKMU Camp", si tenne dal 21 al 23 novembre ao Blue Square Samsung Card Hall, a Hannam-dong a Seul.
Il 10 ottobre, gli Akdong Musician pubblicarono un singolo digitale, Time and Fallen Leaves (과 낙엽?, Sigan-gwa NagyeopLR), scritto e composto da Lee Chan-hyuk. Originariamente sarebbe stata la traccia principale di Play, ma è stata trattenuta per una pubblicazione ad ottobre perché si adattava meglio alla stagione autunnale. La canzone ha fatto un "all-kill" due giorni consecutivi dopo la pubblicazione posizionandosi al numero 1 in nove dei principali classifiche musicali in tempo reale. Inoltre ottenne il primo posto nella classifica settimanale digitale Gaon nella seconda settimana della pubblicazione. Alla canzone non è stato dato un video musicale in modo che gli ascoltatori immaginassero le loro storie.
Il 5 novembre venne rivelato che Su-hyun sarebbe parte della sotto-unità "Hi Suhyun" con Lee Hi. Il loro singolo di debutto, I'm Different (나는 달라?), venne pubblicato digitalmente l'11 novembre.
Il 9 ottobre 2015, gli Akdong Musician pubblicarono la canzone Like Ga, Na, Da (가나다 같이?) insieme a un video speciale per celebrare la giornata dell'Hangŭl in Corea.

### 2016-2018: serie diPubertye la pausa

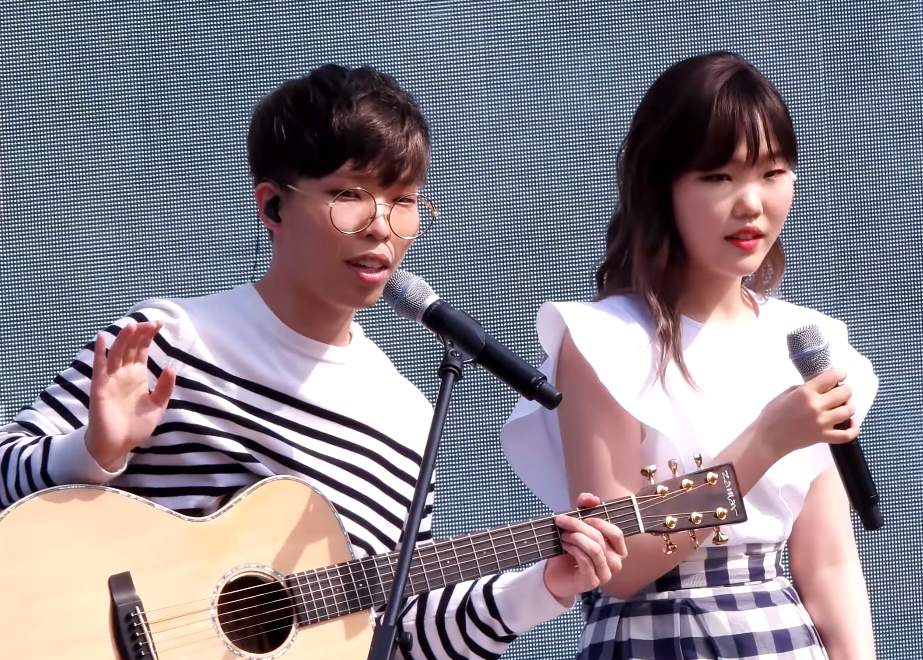
Da sinistra: Chan-hyuk e Su-hyun cantano all'evento Spring in Seoul Forest alla Seoul Forest nel maggio 2016.

Il 4 maggio 2016, gli Akdong Musician pubblicarono il loro primo EP Spring (사춘기 상?), il primo disco di una nuova serie di album chiamata Puberty. L'album fu promosso con l'uscita di due singoli: Re-Bye e How People Move. Il 26 aprile, Akdong Musician pubblicarono un cortometraggio per stuzzicare il loro ritorno. Dopo l'uscita dell'album il 4 maggio, cinque canzoni debuttarono nelle prime dieci posizioni della Circle Chart, con Re-Bye diventando un topper chart. Billboard nominò Spring il quarto miglior album K-pop dell'anno, affermando che il disco "vanta un aspetto più teatrale per mostrare alla giovane coppia un ritmo entusiasmante".
Per promuovere Spring, gli Akdong Musician tennero un mini-concerto nel parco forestale di Seul di fronte a 10 000 persone. La coppia rimase il resto dell'anno esibendosi in tutta l'Asia, facendo concerti a Taipei, Kuala Lumpur, Singapore e Shanghai.
Dopo Spring Vol. 1, il 22 dicembre, venne confermato che i fratelli avrebbero pubblicato un cortometraggio intitolato Spring To Winter per promuovere il loro nuovo album, il secondo in una serie di album concettuali in due parti Puberty. Il cortometraggio venne reso pubblico il 1º gennaio 2017. Nel cortometraggio, i due si esibiscono, discutono e sciolgono Akdong Musician, mentre le canzoni del nuovo album fungono da colonna sonora.
Il loro secondo album Winter uscì il 3 gennaio 2017. Questo album contiene otto tracce; Last Goodbye (오랜 날 오랜 밤?) e Reality (리얼리티?) vennero pubblicati come singoli. Winter debuttò all'interno della Top 10 della Gaon Album Chart. Last Goodbye divenne il secondo brano più performante nella prima metà del 2017 in Corea del Sud. Il duo ha quindi iniziato un tour in Corea del Sud, tenendo concerti in sette città in tutta la nazione, inclusi otto concerti sold-out a Seul.
Il 15 marzo 2017, gli Akdong Musician pubblicarono un singolo digitale in collaborazione con Yang Hee-eun, The Tree (나무?).
Il 20 luglio 2017, gli Akdong Musician pubblicarono il loro primo album singolo intitolato Summer Episode, con titoli a doppio titolo Dinosaur e My Darling. In particolare, il singolo "Dinosaur" segna la prima volta della sperimentazione del duo con il famoso genere EDM, mentre "My Darling" è una traccia acustica ottimista.
Il 13 settembre 2017, la YG confermò che Chan-hyuk si arruolò per il suo servizio militare dal 18 settembre. A causa del suo arruolamento, quindi misero il duo in pausa. Suhyun avrebbe continuato la sua carriera come artista e attrice solista. Chan-hyuk era arruolato nei marines coreani.
Il 4 giugno 2018, Suh-yun divenne Radio DJ per Cool FM, Volume Up.

### 2019-oggi:Sailinge il cambio di nome in AKMU
Il 29 maggio 2019, Chan-hyuk finì il suo servizio militare obbligatorio con il Corpo dei Marines della Repubblica di Corea ed è stato dimesso, riprendendo così anche le attività con gli AKMU.
Il 4 settembre, venne annunciato il ritorno del duo. In vista del loro ritorno, venne pubblicato un video promozionale con la voce di Su-hyun. Il duo ha pubblicato il suo terzo album in studio Sailing il 25 settembre con il brano principale How Can I Love the Heartbreak, You're the One I Love. Attraverso Nylon, Chan-hyuk rivelò di aver scritto la maggior parte delle canzoni per Sailing. Prima dell'uscita, il loro singolo principale è stato eseguito per la prima volta il 19 settembre al Someday Festival del 2017. In particolare, questa uscita segna la prima partecipazione di Su-hyun tra i loro album con la canzone "작별 인사", dove è stata accreditata come arrangiatrice. Il loro singolo principale si posizionò in prima posizione in tutte e sette le principali piattaforme di streaming musicale in Corea del Sud, insieme al resto delle tracce anche con posizioni relativamente alti. Il duo ha tenuto uno showcase intitolato Sailing On A Fall Night al Yeouido Hangang Park il 29 settembre, raccogliendo oltre 30 000 fan.
Il 25 settembre, hanno annunciato che si sarebbero chiamati ufficialmente AKMU, per simboleggiare la loro crescita.

## Formazione
- Lee Chan-hyuk – voce, rap (2012-presente)
- Lee Su-hyun – voce (2012-presente)

Sottogruppi
- Hi Suhyun (Lee Su-hyun e Lee Hi; 2014-2019)

## Discografia
- 2014 – Play
- 2017 – Winter
- 2019 – Sailing

## Filmografia

### Televisione
- K-pop Star 2 (2012)[19]
- You Hee-yeol's Sketchbook (2016)[60]
- Choovely's Outing (2017)[61]

## Tournée
- 2014 – AKMU 1st Live Tour "AKMU Camp"
- 2016 – AKMU Studio
- 2017 – AKMU "Diary"[62][63]
- 2019-2020 – AKMU [항해] Tour